# Litsea erectinervia
Litsea erectinervia är en lagerväxtart som beskrevs av André Joseph Guillaume Henri Kostermans. Litsea erectinervia ingår i släktet Litsea och familjen lagerväxter. Inga underarter finns listade i Catalogue of Life.